# Geophis sieboldi
Geophis sieboldi är en ormart som beskrevs av Jan 1862. Geophis sieboldi ingår i släktet Geophis och familjen snokar. Inga underarter finns listade i Catalogue of Life.
Denna orm förekommer i södra Mexiko. Den är känd från enstaka fynd som gjordes i delstaterna Guerrero och Michoacan. Inga uppgifter finns om habitatet. Honor lägger antagligen ägg.
För beståndet är inga hot kända. Dessutom är populationens storlek okänd. IUCN kategoriserar arten globalt som otillräckligt studerad.